# Tetragnatha chamberlini
Tetragnatha chamberlini är en spindelart som först beskrevs av Gajbe 2004.  Tetragnatha chamberlini ingår i släktet sträckkäkspindlar, och familjen käkspindlar. Inga underarter finns listade i Catalogue of Life.